# 唐继虞

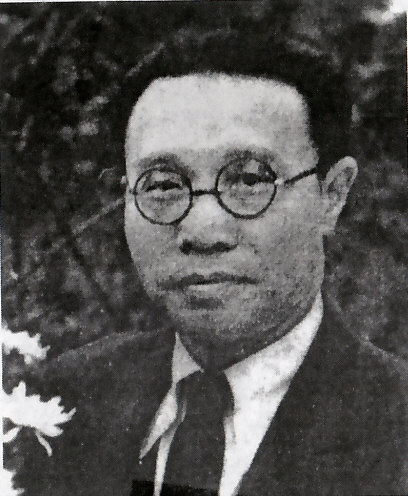

唐继虞（1890年—1939年），字夔賡，雲南省東川府会泽县人，中华民国滇军将领，其兄为唐继尧。

## 生平
唐继虞毕业于雲南陸軍講武堂。1912年（民国元年），其兄唐继尧任貴州都督，唐继虞任貴州軍警局局長（翌年，任警察厅厅長）。唐继尧就任雲南都督后，唐继虞随之回到云南。此後，唐继虞辅佐兄长，历任云南省会警察厅厅長、全省警務处处長、滇軍第7旅旅長、警衛軍司令、督署总参謀長、衛戍总司令官兼雲南講武学堂堂長、雲南市政督办。
1923年（民国12年）2月，唐继虞奉兄长唐继尧之命，赴貴州救援原貴州督軍劉显世，駆逐黔軍袁祖銘。随后，唐继虞就任貴州督办，劉显世任貴州軍事善後会弁办兼貴州省長。1925年（民国14年）1月，在吴佩孚的援助下，袁祖銘回到贵州，为避免冲突，唐继虞将督办之职让与袁祖銘，自己撤回雲南。同年2月，唐继虞奉兄长唐继尧之命，赴广西省进攻李宗仁领导的新桂系。6月，唐继虞遭到新桂系的反撃而大败。
回到雲南省後，唐继虞被任命为雲南陸軍訓練总監，被视为兄长唐继尧的後继者。但是，唐继尧部下的龙云、胡若愚等四位鎮守使对这种裙带关系感到不满。此外，唐继尧、唐继虞兄弟对国民政府的反抗态度也加剧了不满。
1927年（民国16年）2月，上述四位鎮守使发动政变，唐继尧倒台。由此唐继虞也随之去职。此后，唐继虞于1931年（民国20年）出任西南政务委员会委员，但不再从事重要的政治、军事活动。
1937年卢沟桥事变后，国共合作，抗日统一战线形成，日军步步紧逼，全民抗日开始，唐继虞愤奋而起，想投军报国，谢竹青伺机对唐继虞说：“将军弟兄平生以爱国振兴中华为志，昔年护国靖国，中流砥柱，力挽狂澜，多所建树，然以不事长进，难免故步自封，以致滇中将骄兵惰，终至分裂，联帅郁死，将军流宿，将军昔年同胞，如讲武出身之朱德、叶剑英诸将军，自转入共产党革命以来，此际正展身于救亡抗日，将军冒不步其后尘，投身光明，北上抗日，则后半生勋业必胜于前半世英名也，将军其有意乎？”唐继虞感慨地说：“谢卿一语提醒，大丈夫投明建功，今尚未晚也。”于是，唐继虞由港回国，国民政府授予他军委参议。
1938年，唐继虞到汉口出访叶剑英将军，叶热情邀促他北上参加抗日。唐继虞告别叶将军稍事安顿后即行，时逢武汉沦陷，东北梗阻，北上抗日遭到阻碍。1939年，张发奎将军出任第四战区司令长官，邀请唐继虞出任四战区上将军风纪视察主任。同年底，唐继虞因积劳染疾逝世于曲江，后归葬昆明。